# Damien Traille

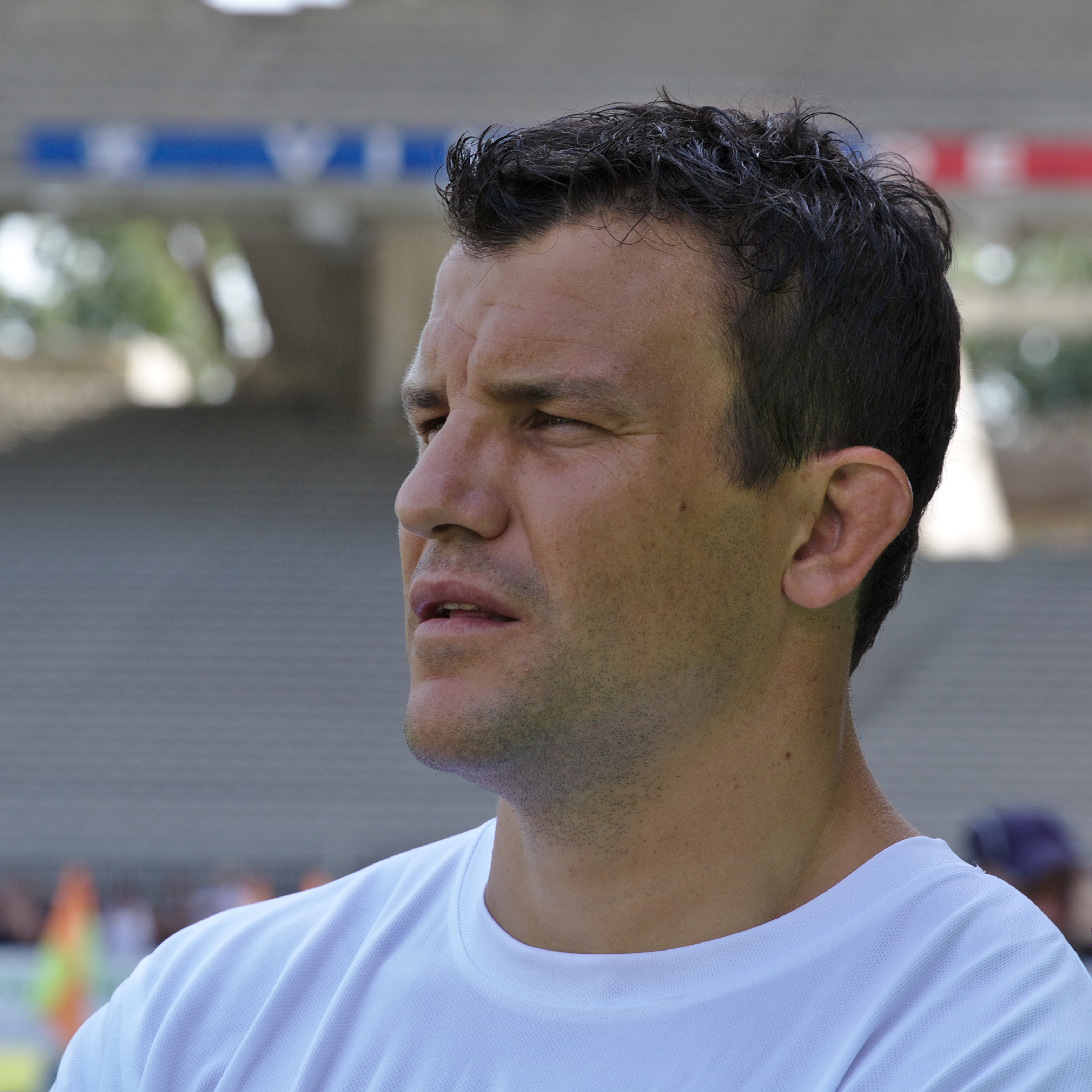

Damien Traille, nascido em Pau(França), no dia 12 de junho de 1979, é um jogador de rugby que atua no Biarritz Olympique e na seleção francesa de rugby. Começou no Section paloise, ao lado de Imanol Harinordoquy.

## Títulos
Foi bicampeão do Top 14 com o Biarritz, em 2005 e em 2006. Com o clube, chegou também duas vezes à final da Heineken Cup, sem nunca ser campeão: 2006 e 2010. Venceu a Copa Desafio Europeu em 2000. Já na seleção, foi campeão do Seis Nações em quatro oportunidades: 2002, 2004, 2006 e 2007, sendo 2002 e 2004 com grand slam. Com a seleção francesa, foi vice-campeão mundial em 2011.